# Nesozineus alphoides
Nesozineus alphoides är en skalbaggsart som först beskrevs av Lane 1977.  Nesozineus alphoides ingår i släktet Nesozineus och familjen långhorningar. Inga underarter finns listade i Catalogue of Life.